# Pholidichthys anguis
Pholidichthys anguis és una espècie de peix marí pertanyent a la família dels folidíctids i a l'ordre dels perciformes.

## Etimologia
Pholidichthys prové dels mots grecs pholis, -idos (escata) i ichthys (peix), mentre que la paraula llatina anguis (serp) fa referència a la seua forma allargada.

## Descripció
La femella fa 24,5 cm de llargària màxima. 86-98 radis tous a l'aleta dorsal, 70-81 a l'anal i 2-3 a les pelvianes.

## Alimentació
El seu nivell tròfic és de 3,44.

## Hàbitat i distribució geogràfica
És un peix marí, demersal (entre 19 i 70 m de fondària) i de clima tropical, el qual viu al Pacífic occidental central: els esculls rocallosos i coral·lins, i, també, els fons fangosos amb sorra, petxines i esponges de la plataforma continental del Territori del Nord i d'Austràlia Occidental (Austràlia).

## Observacions
És inofensiu per als humans i el seu índex de vulnerabilitat és baix (20 de 100).